# ロバート・チャートフ
ロバート・チャートフ（Robert Chartoff, 1933年8月26日 - 2015年6月10日）はアメリカ合衆国の映画プロデューサー。

## 来歴
ニューヨーク出身。ユダヤ系アメリカ人。アーウィン・ウィンクラーと共にチャートフ＝ウィンクラー・プロダクションズを設立。『ロッキー』シリーズのプロデューサーとして知られた。
2015年6月10日、膵臓癌のためカリフォルニア州サンタモニカの自宅で死去、81歳。

## 主な作品
- 殺しの分け前/ポイント・ブランク Point Blank (1967)
- ひとりぼっちの青春 They Shoot Horses, Don't They? (1969)
- いちご白書 The Strawberry Statement (1970)
- さらば青春の日 Believe in Me (1971)
- 破壊! busting (1973)
- 熱い賭け The Gambler (1974)
- ニッケルオデオン Nickelodeon (1976)
- ロッキー Rocky  (1976)
- ニューヨーク・ニューヨーク New York, New York (1977)
- バレンチノ Valentino (1977)
- ロッキー2 Rocky II (1979)
- レイジング・ブル Raging Bull (1980)
- 告白 True Confessions (1981)
- ロッキー3 Rocky III (1982)
- ライトスタッフ The Right Stuff (1983)
- ロッキー4/炎の友情 Rocky IV (1985)
- ロッキー5/最後のドラマ Rocky V (1990)
- ロッキー・ザ・ファイナル Rocky Balboa (2006)
- テンペスト The Tempest (2010)
- メカニック The Mechanic (2011)
- エンダーのゲーム Ender's Game (2013)